# Aliquandostipite sunyatsenii
Aliquandostipite sunyatsenii är en svampart som beskrevs av Inderb. 2001. Aliquandostipite sunyatsenii ingår i släktet Aliquandostipite och familjen Aliquandostipitaceae.   Inga underarter finns listade i Catalogue of Life.